# 国家憲兵隊空挺介入中隊
国家憲兵隊空挺介入中隊（こっかけんぺいたいくうていかいにゅうちゅうたい、仏語：Escadron Parachutiste d'Intervention de la Gendarmerie Nationale）は、フランス国家憲兵隊機動憲兵隊所属の対暴動や対テロ戦闘、大規模犯罪対策のための空挺部隊である。
空挺介入中隊の隊員は7割が機動憲兵隊から、2割が共和国親衛隊から、残りの1割が県憲兵隊からの選抜者である。

## 構成
国家憲兵隊のGSIGN（国家憲兵特殊安全対策群）の隷下にある。
140名のパラシュート降下資格を持つ国家憲兵隊員により編成されている。
- 空挺介入中隊長（国家憲兵隊大尉）
- 指揮班
- 第1小隊（作戦支援担当：17名）
- 第2小隊、第3小隊（要人警護、重要防備拠点警備担当：それぞれ1個小隊は2名の士官と40名の隊員で構成。警備犬担当隊員と爆発物処理担当隊員、狙撃隊員が在籍。自由降下（HALO/HAHO）による空挺降下の訓練を受けている。またテロ事件等に備えて1個小隊は緊急展開できるように待機する。）
- 第4小隊（偵察や情報収集を担当。1名の士官と35名の隊員で構成）

## 歴史
- 1984年に創設。
- 1988年、ニューカレドニア独立派がフランスからの独立を求めて、フランス人を人質に取り、洞窟に立て篭もった事件では11名の隊員が人質救出のため洞窟を強襲した。
- 1994年に発生したエールフランス航空機ハイジャック事件では機体に突入した国家憲兵隊治安介入部隊の隊員の支援活動を実施した。
- 1997年、アフリカのコンゴに展開してフランス人の救出支援活動を実施した。
- 2007年、国家憲兵隊治安介入部隊に統合され、元隊員は保安警護部隊および監視捜査部隊に配属される。